# Dobro veče, deco
„Dobro veče, deco“ je dečja TV serija od 25 epizoda, svaka u trajanju između 5 do 7 minuta u režiji Slobodana Ž. Jovanovića i u produkciji Radio-televizije Srbije.

## Autorska ekipa
- Reditelj Slobodan Ž. Jovanović
- Tekst Zlata Vidaček
- Adaptacija teksta Slobodan Ž. Jovanović
- Scenario  Slobodan Ž. Jovanović
- Kompozitor Ljubiša Srećković
- Proizvodnja Radio-televizija Srbije, 1998. godine

## Igra
- Vlastimir Đuza Stojiljković

## Sadržaj
Glavni i jedini protagonista u svih 25 epizoda je Vlastimir-Đuza Stojiljković koji priča avanture jednog dečaka iznoseći na kraju uvek poučni zaključak. Premijerno je bila emitovana na RTS 1 tokom meseca decembra 1998/januara 1999.

## Fotogalerija
- Vlastimir Đuza Stojiljković, scena iz serije
- Vlastimir Đuza Stojiljković, scena iz serije
- Vlastimir Đuza Stojiljković, scena iz serije
- Vlastimir Đuza Stojiljković, scena iz serije
- Vlastimir Đuza Stojiljković, scena iz serije